# Marcin Krupa

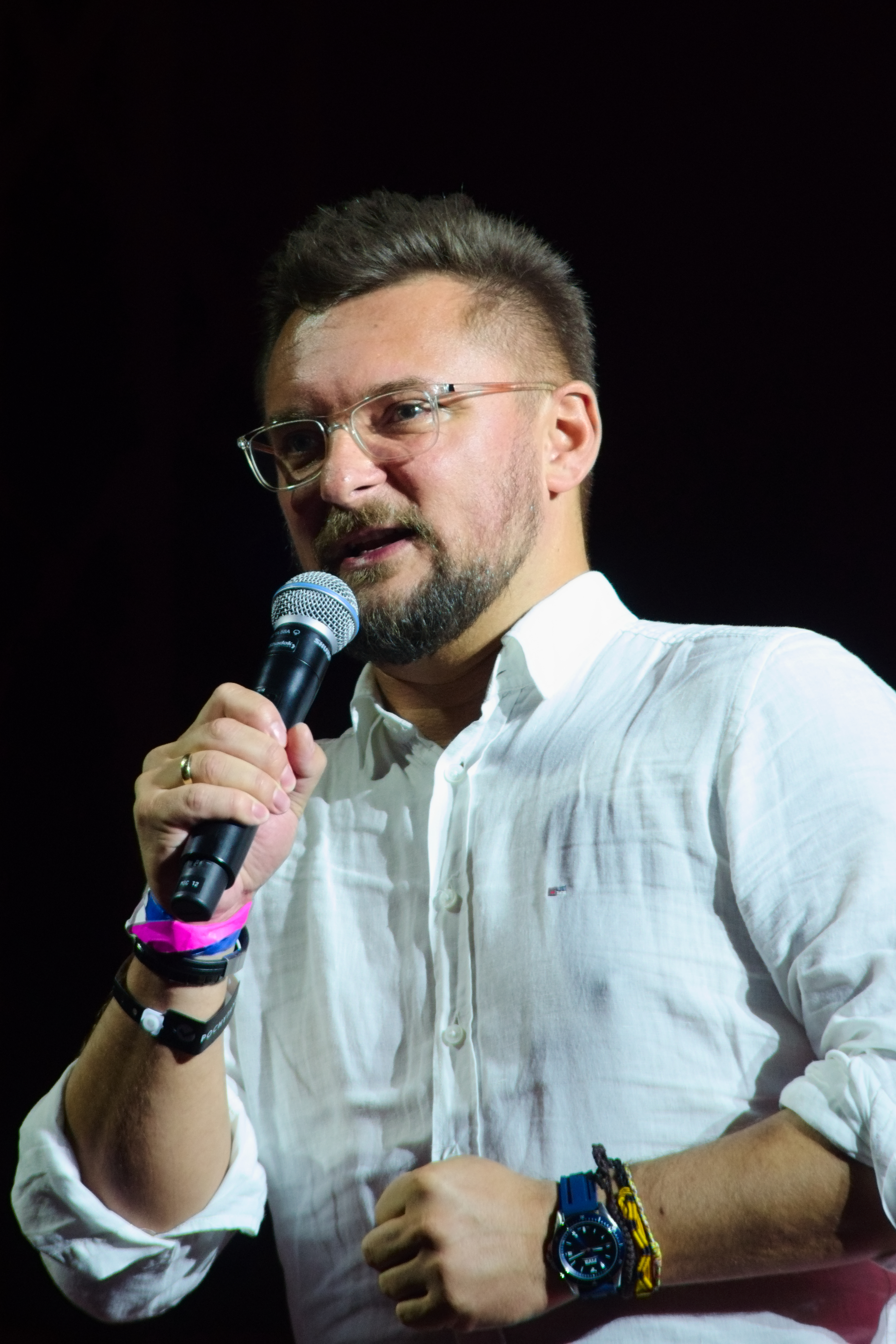
Marcin Krupa (2022)

Marcin Krupa (* 5. April 1976 in Katowice) ist ein polnischer Politiker und seit 2014 Stadtpräsident von Katowice.

## Leben und Beruf
Nach dem Abitur auf dem 5. Lyzeum für Allgemeinbildung „Władysław Broniewski“ in Katowice studierte Krupa an der verkehrswissenschaftlichen Fakultät der Schlesischen Technischen Universität. Dort wurde er 2005 mit einer Arbeit zur „Modellierung der Eisenbahnabnutzung“ promoviert. Anschließend arbeitete er an der Schlesischen Technischen Universität als Assistenzprofessor und absolvierte auch einen Aufbaustudiengang in Organisationsmanagement.

## Politik
Krupa gehörte von 2006 bis 2010 für das „Forum Samorządowe i Piotr Uszok“ dem Stadtrat von Katowice an und war dort Vorsitzender des Finanzausschusses. 2010 wurde er einer der Stellvertreter von Stadtpräsident Piotr Usztok. Als dieser bei den Selbstverwaltungswahlen 2014 nicht mehr antrat, unterstützte er die Kandidatur Krupas, der im Namen von Usztoks Wahlkomitee antrat und im zweiten Wahlgang mit 71,3 % der Stimmen gegen den PiS-Kandidaten Andrzej Sośnierz zum neuen Stadtpräsidenten gewählt wurde. 2017 wurde er zum Vorsitzenden der Versammlung der Metropolregion Górnośląsko-Zagłębiowskiej gewählt. Bei den Selbstverwaltungswahlen 2018 trat er mit seinem eigenen Wahlkomitee an, wurde aber auch von der rechten PiS und der linken SLD unterstützt. So konnte er sich bereits im ersten Wahlgang mit 55,4 % der Stimmen gegen sechs Mitbewerber durchsetzen und wurde wiedergewählt. Bei den Selbstverwaltungswahlen 2024 trat er erneut mit seinem eigenen Wahlkomitee an, wurde aber diesmal zudem von den Gruppierungen der Koalicja Obywatelska unterstützt und mit  62,4 % der Stimmen erneut im ersten Wahlgang wiedergewählt.